# Зенковка (Росія)
Зе́нковка (рос. Зенковка) — селище у складі Алапаєвського міського округу (Верхня Синячиха) Свердловської області.
Населення — 2 особи (2010, 137 у 2002).
Національний склад населення станом на 2002 рік: росіяни — 89 %.
2004 року у селищі було закрито підприємство «Алапаєвськліс», після чого з нього почали виїжджати жителі. У період 2007-2008 років відбулось офіційне загальне переселення жителів, однак у селищі залишилась проживати одна родина.